# 2010年茨城県議会議員選挙
2010年茨城県議会議員選挙（2010ねん いばらきけんぎかい ぎいんせんきょ）は、茨城県の議決機関である茨城県議会を構成する県議会議員を全面改選するため、2010年12月12日に投票が行われた日本の地方選挙である。

## 概要
県議会議員の任期（4年）満了に伴う選挙である。また県内の笠間市と坂東市、稲敷市の3市では市議会議員選挙も県議選と同日に実施された。
茨城県議会は、1966年に県議会議長選出を巡る汚職事件をきっかけとして、地方公共団体の議会の解散に関する特例法によって自主解散したため、全国規模で4年毎に行われる統一地方選挙の日程から外れるようになった。県議選は、統一地方選挙の前年12月に実施されるため、統一地方選挙の前哨戦としての意味合いが強い選挙となっている。特にこの時は、国政における政権交代後初の都道府県議会議員選挙であっただけに、全国的に注目される選挙となった。
この選挙から大幅に区割りが変更され、おおむね平成の大合併によってできた現在の自治体単位での選挙区となった。このため、一部の選挙区では現職の人数が定数よりも多い場合もある。

## 選挙データ
- 告示：2010年12月3日
- 投票：2010年12月12日
- 改選議席数：65議席
- 選挙区：36選挙区（うち8選挙区[2]で無投票）

各選挙区の詳細については茨城県議会#選挙区を参照
- 立候補者：106名（うち8名が無投票当選[3]）

自由民主党：36名
民主党：23名
日本共産党：5名
公明党：4名
みんなの党：3名
無所属：35名
- 選挙当日の有権者数：2,119,495名

男性：1,050,901名
女性：1,068,594名
出典

## 選挙結果
民主党政権発足後初の都道府県議会議員選挙となった今回、国政与党の民主党は大幅躍進を狙って23人の候補を擁立、2桁の当選を目指したが、尖閣諸島中国漁船衝突事件が直撃して現状維持の6議席に留まる事実上の惨敗となった。特に、トップ当選が1人もいなかった上、1人区では1議席も獲得できず、更に複数区でも1議席も取れない選挙区が相次ぐ、非常に厳しいものとなった。民主党県連会長の郡司彰は、この惨状について「北風が吹いているところに、氷雨が降ってきた」と表現した。野党の自由民主党は、大幅な世代交代が進む中で議席数こそ減らしたものの36人中33人が当選した。無所属当選者にも推薦を受けた候補者がおり、引き続き議会の第一党として改選前の勢力をほぼ維持することとなった。都道府県議会議員選挙初参戦となったみんなの党は、取手市選挙区（取手市・利根町）・守谷市選挙区で議席を獲得した。公明党は立候補した4名すべてが当選したものの一部が最下位当選となったほか、日本共産党はつくば市の議席を失い、水戸市選挙区（水戸市・城里町）の1議席に留まる結果となった。
- 投票日：2010年12月12日
- 投票率：49.00%（投票者数：1,038,741名）

男性：49.02%（515,160名）
女性：48.99%（523,581名）
| 党派       | 得票数    | 得票率  | 議席数 | 選挙前 | 増減  |
| ---------- | --------- | ------- | ------ | ------ | ----- |
| 自由民主党 | 399,771   | 38.98%  | 33     | 45     | -12   |
| 民主党     | 174,425   | 17.01%  | 6      | 6      | ±0    |
| 公明党     | 53,216    | 5.19%   | 4      | 4      | ±0    |
| 日本共産党 | 40,211    | 3.92%   | 1      | 2      | -1    |
| みんなの党 | 24,614    | 2.40%   | 2      | 1      | +1    |
| 無所属     | 333,255   | 32.50%  | 19     | 6      | +13   |
| 合計       | 1,025,492 | 100.00% | 65     | 64     | (欠1) |

- 出典[7][8][9]。女性当選者は4名（自民・民主・公明・共産それぞれ1名）。
- この選挙で選出された議員の任期が開始した2011年1月7日時点で自由民主党は11人を追加公認している。これを考慮すると自由民主党44議席（増減-1）、無所属8議席（増減+2）となる。

### 選挙区・定数
2013年9月8日の補欠選挙による結果・補充分は（）の中に示す。
| 選挙区               | 定数 | 市町村             | 会派構成                          |
| -------------------- | ---- | ------------------ | --------------------------------- |
| 水戸市選挙区         | 7    | 水戸市、城里町     | 自民3、民主1、公明1、共産1、欠員1 |
| 日立市選挙区         | 5    | 日立市             | 自民2、民主2、公明1               |
| 土浦市選挙区         | 3    | 土浦市             | 自民1、民主1、公明1               |
| 古河市選挙区         | 3    | 古河市             | 自民1、県政ク1、（無所属1）       |
| 石岡市選挙区         | 2    | 石岡市             | 自民1、無所属1                    |
| 結城市選挙区         | 1    | 結城市             | 県政ク1                           |
| 龍ケ崎市選挙区       | 1    | 龍ケ崎市           | 自民1                             |
| 下妻市選挙区         | 1    | 下妻市             | 自民1                             |
| 常総市選挙区         | 2    | 常総市、八千代町   | 自民1、県政ク1                    |
| 常陸太田市選挙区     | 2    | 常陸太田市、大子町 | 自民2                             |
| 高萩市選挙区         | 1    | 高萩市             | 自民1                             |
| 北茨城市選挙区       | 1    | 北茨城市           | 自民1                             |
| 笠間市選挙区         | 2    | 笠間市             | 自民2                             |
| 取手市選挙区         | 3    | 取手市、利根町     | 県政ク1、無所属1、（自民1）       |
| 牛久市選挙区         | 1    | 牛久市             | 自民1                             |
| つくば市選挙区       | 4    | つくば市           | 自民3、公明1                      |
| ひたちなか市選挙区   | 3    | ひたちなか市       | 自民2、無所属1                    |
| 鹿嶋市選挙区         | 1    | 鹿嶋市             | 自民1                             |
| 潮来市選挙区         | 1    | 潮来市             | 自民1                             |
| 守谷市選挙区         | 1    | 守谷市             | 自民1                             |
| 常陸大宮市選挙区     | 1    | 常陸大宮市         | 自民1                             |
| 那珂市選挙区         | 1    | 那珂市             | 自民1                             |
| 筑西市選挙区         | 3    | 筑西市             | 自民1、民主1、（共産1）           |
| 坂東市選挙区         | 1    | 坂東市             | 自民1                             |
| 稲敷市選挙区         | 1    | 稲敷市、河内町     | 自民1                             |
| かすみがうら市選挙区 | 1    | かすみがうら市     | 自民1                             |
| 桜川市選挙区         | 1    | 桜川市             | 自民1                             |
| 神栖市選挙区         | 2    | 神栖市             | 自民2                             |
| 行方市選挙区         | 1    | 行方市             | 自民1                             |
| 鉾田市選挙区         | 1    | 鉾田市             | 自民1                             |
| つくばみらい市選挙区 | 1    | つくばみらい市     | 自民1                             |
| 小美玉市選挙区       | 1    | 小美玉市           | 自民1                             |
| 東茨城郡南部選挙区   | 2    | 茨城町、大洗町     | 自民2                             |
| 那珂郡選挙区         | 1    | 東海村             | 自民1                             |
| 稲敷郡北部選挙区     | 1    | 阿見町、美浦村     | 自民1                             |
| 猿島郡選挙区         | 1    | 境町、五霞町       | 県政ク1                           |

## その他

### 保冷車突入
12日午前10時35分ごろ、無所属の立候補者の選挙事務所に、四トンの保冷車が突っ込んだ。立候補者の叔父が逃げようとした保冷車を制止しようとして轢かれ、病院に運ばれたが間もなく死亡した。保冷車はそのまま逃走した。その立候補者は当選した。

### 報道等
- NHK水戸放送局の県域放送で、21時15分以降マルチ編成で011チャンネルでL字枠で議席獲得状況を表示し、012チャンネルでL字なしの通常放送を実施した。また、22時05分～23時00分、23時10分～23時30分まで、マルチ編成（011チャンネル）にて開票速報特番を放送した（012チャンネルで通常放送）。
- 投票日翌日の12月13日は多くが新聞休刊日であったため、各社とも選挙号外を発行したり、夕刊で詳細を掲載するなどの対応を取った。